# Сан Лоренцо (Кјети)
Сан Лоренцо (итал. San Lorenzo) је насеље у Италији у округу Кјети, региону Абруцо.
Према процени из 2011. у насељу је живело 166 становника. Насеље се налази на надморској висини од 170 м.